# Acrostegastes rougeoti
Acrostegastes rougeoti är en insektsart som beskrevs av Donskoff 1977. Acrostegastes rougeoti ingår i släktet Acrostegastes och familjen gräshoppor. Inga underarter finns listade i Catalogue of Life.